# 川島素晴
川島 素晴（かわしま もとはる、1972年1月12日 - ）は、日本の現代音楽の作曲家、演奏家。元国立音楽大学准教授、東京音楽大学元講師、および尚美学園大学元講師。日本作曲家協議会副会長。

## 略歴
東京都生まれ。5歳からピアノを習いつつ、小学4年のころから自然と作曲に目覚める。桐朋中学・高校（普通科）時代に作曲を金子晋一に師事。一浪を経て東京芸術大学入学・卒業、同大学院修了。作曲を松下功、近藤譲に師事。秋吉台国際作曲賞（1992年）、ダルムシュタット夏季現代音楽講習会・奨学生賞およびベスト・ノーテーション賞（1994年）、ダルムシュタット夏期現代音楽講習会・クラーニヒシュタイン音楽賞（1996年）、日本音楽コンクール作曲部門第2位およびE.ナカミチ賞（1996年）、第7回芥川作曲賞（1997年）など、国内外のコンクールで入賞・入選多数。
アジア作曲家連盟バンコク大会（1995年）、ISCM世界音楽の日々コペンハーゲン大会（1996年）、ハノーファー・ビエンナーレ（1999年）、日本ASEAN交流10周年記念合同オーケストラ（2003年）、いずみシンフォニエッタ大阪（2004年）、ガウデアムス国際音楽週間（2005年）、Music From Japan（2005年）など、世界各地の現代音楽祭や演奏団体によって作品が取り上げられている。
また、音楽企画にも精力的に取り組んでおり、作曲家集団「現在形の音楽」同人（1994年 - 1997年）、「Ensemble Contemporary α（東京）」代表（1992年 - 2001年）・副代表（ - 2005年）、「Next Mushroom Promotion（大阪）」指揮者・音楽監督（2001年 - 2005年）、「いずみシンフォニエッタ大阪」プログラムアドバイザーなどの実績を持つ。
2004年、川島が企画した現代音楽演奏会の会場で、「個人レッスンの希望を進言してきた」当時、京都市立芸術大学に在学中の山根明季子と結婚（後に離婚）。
2007年4月から2013年3月まで山根と共に、experiment（実験）と称するレクチャーを添えた、現代音楽コンサートeX.（エクスドット）を主催。

## 作風
「演じる音楽」と「笑いの構造」を標榜した創作を続けており、「思わず演奏家のアクションを模してしまう、というあの感覚」を「全身的な体験としての芸術体験と決定する価値観」を追求して作曲している。川島はまた「音響レヴェルでのスタイルは変幻自在だが、行為レヴェルのスタイルは一貫させる」としている。
その結果コントラバス・ソロのための「パgani蟹」・「五孔尺八ソロのためのエチュード」・笙ソロのための「手遊び17孔」・ソロ・ヴァイオリニストのための「夢の構造III」などの独奏曲に、共通している音響モデルは一つも見られない。川島は、「私は自分の集中力に忠実であろうと思う」とも語っており、弦楽四重奏のための「ManicII」はのちに続ける部分を全カットして発表した。
また川島は既存楽曲の編曲や甲斐説宗の補作も行っており、「他の誰かがやるよりも自分でやることのほうが適して」いるため、ピアノ、打楽器、指揮の各分野における自作自演を行い続けている。

### 主張
川島が提唱した「演じる音楽」は、表面上の異同が明らかではあるものの、近藤譲の「線の音楽」にショックを受けてから、「その生涯を貫くテーゼ」こそ真の作曲家が備えるものと捉え、感化された結果だという。その上で「線の音楽（一音一音の関係）」に対する「演じる音楽（一行為単位の関係）」を、「ユークリッド幾何学（平面上）」と「非ユークリッド幾何学（曲面上）」との違いにたとえられるかもしれないと述べた。
また商業音楽の虚構性などを追究した上で、鑑賞を目的としない音楽が普及したことが、現代音楽を遠ざけたとし、「レコード芸術」が創刊されてから、そういったクラシックファンが定着しているのを認めながら、そのような人たちが期待してライブを鑑賞すれば、幻滅してしまうケースもあるだろうと指摘。これは演奏の確かさや会場の環境の不備という、現実に直面することで不信を抱き、結果、録音されたものを至高の音楽とみなす、ある種のひきこもり層を増やすことにも繋がっているのではないかと言及した。さらにデジタル技術による編集に加え、エフェクト処理などをされた加工品を仮に現実だと捉えている層は、その「幻の実現を夢見て」ライブに出向くことは愚かであって、騙されていることに気付くべきだとも忠告している。
写真家の木之下晃は、川島の代弁者として「現代は“映像の時代”である」と切り出した上で、携帯電話が今では万能な映像機器となり、CDはDVDに取って代わり、「視覚の時代」となったが、現在でもクラシック音楽は19世紀以前の耳にとらわれ、前衛的な現代音楽の分野でさえ「その多くは未だ“耳”である」と述べた。それゆえに川島の「演じる音楽」は、このような今の時代に沿って考え出されたもので、作品集「Action Music」では川島が五線譜に演奏行為を書き込み、「視覚に訴えた」と説明している。ただあくまでもCDなのでそれは想像するにとどまるとした。

## 主要作品
- 現代日本の作曲家 現代曲 ACTION MUSIC 川島素晴
2000年にCD化された代表的な作品集。Manic Psychosis（躁病）、Dual Personality（二重人格）、Manic-Depressive（躁うつ病）などの精神科領域を題材に取り上げた。
収録曲とクレジット
  1. Manic Psychosis I
秋吉台作曲賞 (1992) 受賞作品。演奏：木ノ脇道元（フルート）。録音：1999年12月12日スタジオ「フェルマータ」
  2. Dual Personality I
第7回芥川作曲賞受賞作品。演奏：神田佳子（パーカッション）、新日本フィルハーモニー交響楽団、指揮：小松一彦。録音：1997年8月31日サントリーホール（ライヴ録音）、演奏会名：「第7回芥川作曲賞選考演奏会」、主催：財団法人サントリー音楽財団[22]、音源提供：NHKサービスセンター
  3. フルート協奏曲 - cond.act/KonTakt/conteraste II
Biennale Neue Musik Hannover委嘱作品。演奏：木ノ脇道元（フルート）、菊地秀夫（クラリネット）、甲斐史子（バイオリン）、岩永知樹（チェロ）、神田佳子（パーカッション）新垣隆（ピアノ）、cond.actor（指揮。川島の造語）：川島素晴。録音：1999年7月1日津田ホール（ライヴ録音）、演奏会名：第15回＜東京の音＞音楽祭99「木ノ脇道元フルート・パフォーマンス」、主催：アリオン音楽財団／朝日新聞社

4-10. Manic-Depressive III for piano, prepared piano and orchestra
（4.〈i〉Prelude/C.）（5. [I] Manic）（6.〈ii〉Interlude/C.）（7. [II] Depressive）（8.〈iii〉Musik/K.）（9. [III] Manic-Depressive）（10.〈iv〉Coda:dreamily/K.）
サントリー音楽財団委嘱作品。演奏：野平一郎（ピアノ）、川島素晴（プリペアド・ピアノ）、新日本フィルハーモニー交響楽団、指揮：小松一彦。録音：1999年8月29日サントリーホール（ライヴ録音）、演奏会名：「第9回芥川作曲賞選考演奏会」、主催：財団法人サントリー音楽財団、音源提供：NHKサービスセンター
写真：福井知子、Translation: Kunihiko Goto
- 川島素晴 plays... vol.1 “肉体” (2020年3月24日 杉並公会堂で行われたコンサート）[23]：  自作曲  １．視覚リズム法 Ⅰa（1994）[24]  ３．顔の音楽（2020 / 初演）[25]

## 備考
佐村河内守のゴーストライターが新垣隆と発覚した問題では、「（レクイエムの件など）古今東西どこにでも転がっている話」とあしらい、（これは商業音楽全般の問題でもあるが）「映画やゲーム音楽」の場合、それがさまざまな段階を経て完成するまでに、ビジネスプロセスやアウトソーシングに携わる人の創意が、多かれ少なかれ反映されて当然で、「どこからがゴーストライターと言えるのかは不明確」としている。その上で新垣にはそれなりの罪はあるものの、あくまでも被害者であるとの見解を示した。また極端な例としながらも、「尼崎事件」の共犯者たちには期待可能性はなかったと言明し、新垣の境地を語った。ただし川島は新垣を擁護するつもりはまったくないと弁解している。
2014年10月3日、新宿区内で乗用車を運転中、公務執行妨害の現行犯で新宿警察署に逮捕された。逮捕容疑は、一時停止をしなかったとして白バイに停車を求められたが、無視して逃走し、ビル駐車場に車を止めようとバックした際、追ってきた白バイに車を衝突させた疑い。同ビル内で予定されていたリハーサルに向かう途中だった。追跡されてから7～8分間走り続けていたが、川島は「違反したわけではない」と話し、公務執行妨害も「故意にぶつけたのではない」と容疑を否認した。また同6日に釈放後、自身のフェイスブックでも「逮捕容疑は冤罪」と主張している。同年12月12日には、「このあたりで事実関係を明確にさせて頂きたい」としてブログにて発表。動画撮影など当時の状況の再現を試み、詳細な検証を行った上で反論資料として提示した。
この影響で、10月6日に予定されていたサントリー芸術財団主催（芸術文化振興基金助成対象活動）のコンサート「作曲家の個展2014－川島素晴」は中止となったが、前述の逮捕報道より先に主催者側とマスコミによって発表されている。また同18日に出演予定だったフィリアホール共催コンサート「横浜シンフォニエッタ 第8回演奏会」は、出演が藤倉大に変更された。

### 本人によるもの
- エクスムジカ 第0号、第1号（ミュージックスケイプ、2000年）
  - 川島が吹奏楽部にいた時代からサントリー委嘱作品まで詳細に述べられている[42]。
- 「作曲家がゆく 西村朗対話集」（春秋社、2007年）ISBN 978-4393935163
  - 川島素晴との対談が収められている。「さあ、料理してくれ」と言わんばかりのポスト前衛の素材を、川島がどのようにさばいたのかが彼の口から詳細に語られている。
- 「洪水 第7号」（散文）往復書簡「音を視る、音で動く」川島素晴＋山根明季子（洪水企画、2011年） ISBN 978-4902616323
  - 山根明季子との出会いから音楽性の違いまで赤裸々に語られている[43]。
- 「春秋 2011年11月号 No.533」演じる音楽、笑いの構造 - 川島素晴（春秋社、2011年）
  - 「現代音楽ほど奇妙な単語はない」「捻れ現象」という自虐的な前置きから始まり、「共有体験」を重視、本来の音楽の姿としている[44]。
- アルテス Vol.04 （特集）「101年目からのジョン・ケージ」ケージの音楽における自由と不自由（アルテスパブリッシング、2013年）ISBN 978-4903951638
  - 「ケージ的なるもの」について川島節が炸裂。演奏者としての川島がテュードアと執筆の中で競演している。Amazonの「なか見！検索」で閲覧可能[45]。

### 他者によるもの
- 「片山杜秀の本1 音盤考現学」（アルテスパブリッシング、2008年）ISBN 978-4903951041
  - 川島への言及は2ページのみだが、的確な分析。
- 「音楽現代 2006年1月号 木之下 晃」新・作曲家訪問 川島素晴（芸術現代社、2005年）
  - 木之下晃による写真と文。見開き。シリーズ最年少で登場となるが[注釈 3]、川島によれば内容に若干の誤り[8]があるとのこと[46]。

### CDのライナーノート
- 「現代日本の作曲家 現代曲 ACTION MUSIC 川島素晴」（フォンテック、2000年）
  - 収録曲に関する「（オペラの対訳のような）進行表」や「引用楽曲と対応する編成一覧」などの詳細な解説がある。
- 「カメラータ・コンテンポラリー・アーカイヴズ」（カメラータ、2007年）
  - 日本人作曲家10人を特集した廉価版CDシリーズ。全作品を川島が監修・解説している。

### 監修
- 「楽譜がスラスラ読める音楽記号事典 多田鏡子著」（日本文芸社、2008年）ISBN 978-4537206739
  - 譜面を用いた解説と添付のCD。川島の監修により簡潔かつ実用性の高い内容となっている。東京都や大阪市その他多くの図書館に所蔵されてもいる。